# Ana María Gómez Tejerina, asesina obstinada
Ana María Gómez Tejerina, asesina obstinada es el cuarto capítulo de la primera temporada de la serie de televisión argentina Mujeres asesinas. Este episodio se estrenó el día 9 de agosto de 2005.
En el libro "Mujeres asesinas", este capítulo recibe el nombre de Ana María Gómez Tejerina, asesina obstinada, al igual que en el capítulo de televisión.
Este episodio fue protagonizado por Julieta Díaz en papel de asesina. Coprotagonizado por Daniel Fanego. También, contó con las actuaciones especiales de Edward Nutkiewicz y el primer actor Lito Cruz. Y la participación de Mario Jursza

## Desarrollo

### Trama
Ana María Gómez Tejerina (Julieta Díaz), está casada con Carlos (Lito Cruz); ambos parecieran ser la pareja perfecta, el único tema es que ella se casa con él simplemente por el dinero. Ana junto con su amante (Daniel Fanego) quieren matarlo para quedarse con todo. Para ello contratan a un sicario que se hace pasar por ladrón; éste le propina siete disparos, pero no lo mata. A raíz de esto, al poco tiempo este sicario introduce una bomba en el auto de Carlos, pero la bomba termina matando otra víctima. Ana no aguanta más, su esposo le pide tener sexo y ella no le queda otra que estar con él. De todas formas Carlos jamás sospechó ni de ella ni del amante, que justamente compartían una amistad. Finalmente contratan otro sicario al cual le pagan muchísimo dinero; lo mata a sangre fría con varios disparos en el pecho y la frente. 

### Condena
Ana María Gómez Tejerina fue detenida junto a su amante y los asesinos de su esposo. Todos fueron condenados a reclusión perpetua. Siete años más tarde, salieron en libertad.

## Elenco
- Julieta Díaz
- Daniel Fanego
- Lito Cruz
- Edward Nutkiewicz
- Mario Jursza

## Adaptaciones
- Mujeres asesinas (Ecuador): Ana, mujer obstinada - Aída Álvarez
- Mujeres asesinas (Italia): Anna Maria - Caterina Murino